# Баварское плоскогорье
 Бава́рское плоского́рье (Шва́бско-Бава́рское плоского́рье) — плоскогорье в южной Германии, расположенное между верхним течением Дуная на севере и отрогами Альп на юге.
Преобладающие высоты составляют 300—600 м. Рельеф преобразован древними ледниками, спускавшимися с гор. Многочисленные озёра. Сохранились участки широколиственных и хвойных лесов, но преобладают культурные ландшафты.
В центральной части плоскогорья расположен город Мюнхен.